# Cot Bakrut
Cot Bakrut är en kulle i Indonesien.   Den ligger i provinsen Aceh, i den västra delen av landet, 1 800 km nordväst om huvudstaden Jakarta. Toppen på Cot Bakrut är 164 meter över havet. Cot Bakrut ligger på ön Pulau We.
Terrängen runt Cot Bakrut är kuperad västerut, men österut är den platt. Havet är nära Cot Bakrut österut. Närmaste större samhälle är Sabang, 7,8 km nordväst om Cot Bakrut. 